# Nomogramma

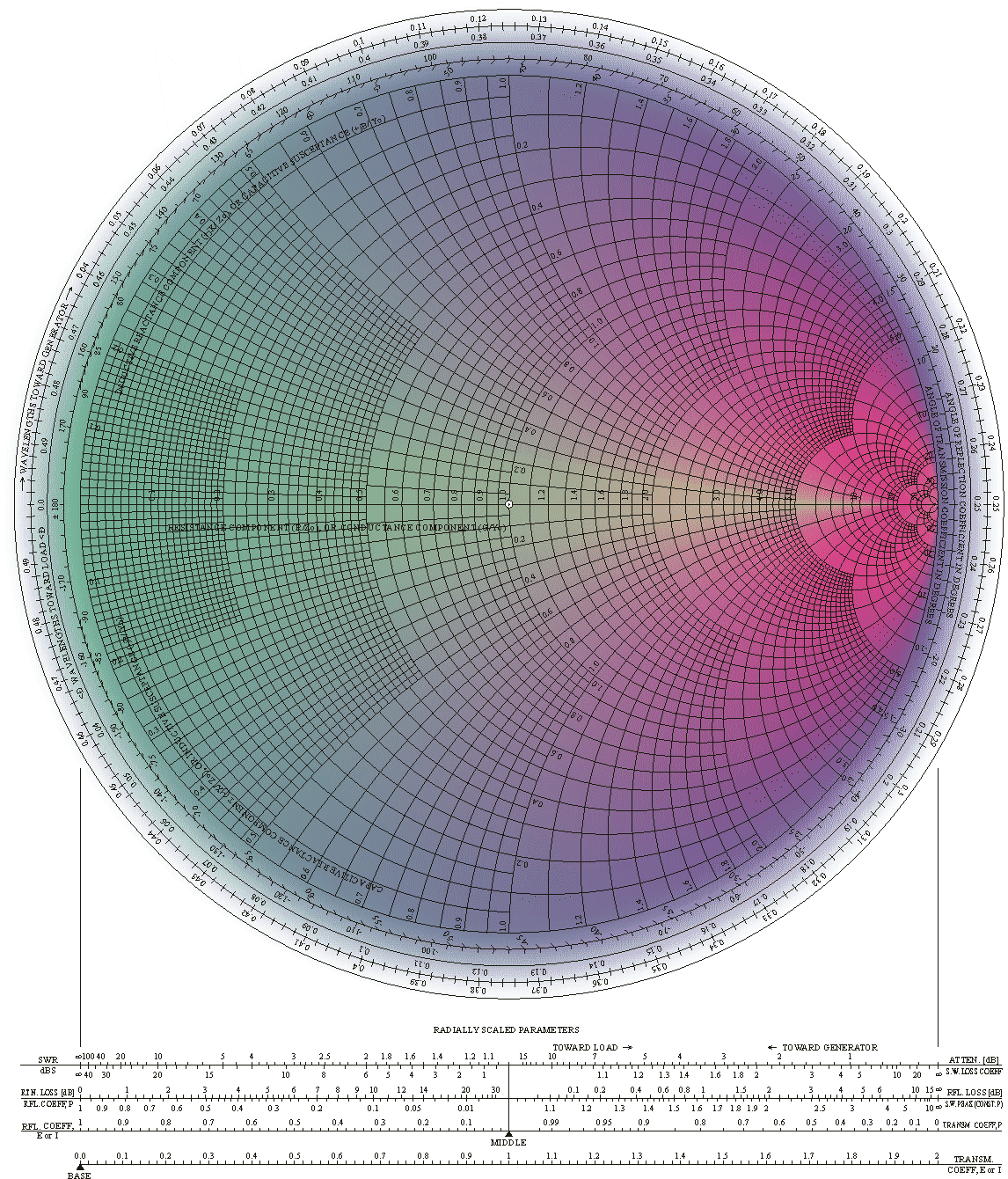
Nomogramma di Smith che calcola l'impedenza complessa normalizzata di una linea di trasmissione in funzione della sua lunghezza

Un nomogramma, nomografo, o abbaco è un dispositivo per il calcolo grafico. Nella sua forma più comune non ha parti mobili, ma è un diagramma bi-dimensionale che permette il calcolo grafico approssimato di una funzione. Si basa su una rappresentazione dei dati in un opportuno sistema di coordinate non cartesiane. Come il regolo calcolatore, è uno strumento grafico di calcolo analogico. Quindi, come per i regoli, la sua accuratezza è limitata dalla precisione con cui i segni grafici possono essere fisicamente tracciati, riprodotti, letti e allineati. I nomogrammi sono utilizzati soprattutto in applicazioni per cui basta ottenere una risposta approssimata. Oppure, vengono utilizzati per verificare l'ordine di grandezza di un risultato ottenuto con un metodo di calcolo esatto.
Mentre, normalmente, i regoli sono degli strumenti di uso generale, i nomogrammi vengono prevalentemente costruiti per eseguire calcoli molto specifici, utilizzando una scala di rappresentazione legata strettamente ai valori effettivi delle particolari funzioni in gioco.
Benché questo metodo di calcolo fosse già noto da tempo, la sua introduzione viene attribuita a Maurice d'Ocagne  che, nel 1899, pubblicò il primo trattato organico sull'argomento e diede il nome a questo tipo di strumenti.

## Descrizione
Un nomogramma, nella sua forma più semplice e comune, è costituito da tre linee opportunamente graduate, dette scale. Due scale servono per i dati del problema, sulla terza scala si legge la soluzione. L'impostazione di base prevede che le scale dei dati siano le due più esterne e i risultati siano letti su quella centrale. Però, spesso, si possono scambiare i ruoli delle scale per risolvere problemi inversi.
I dati per eseguire il calcolo vanno individuati sulle scale esterne e congiunti con una retta. Il punto in cui la retta interseca la scala centrale rappresenta il risultato. Sulle scale sono segnate delle tacche ed evidenziati i valori più significativi per facilitare l'esatta collocazione dei numeri. Le scale possono essere lineari, logaritmiche o avere una metrica più complicata. Per calcoli relativamente semplici le scale sono riportate su delle linee rette ma, per calcoli più complicati, è spesso opportuno o necessario utilizzare scale disposte lungo curve più o meno semplici.
L'utilizzo è molto semplice, serve solo un righello o un filo teso. Basta posizionarlo in modo che congiunga i punti che rappresentano i dati del problema su due scale e vedere dove interseca la terza scala. Questo permette di calcolare una variabile a partire dalle altre due. A volte vengono rappresentate delle curve aggiuntive che riportano i valori di una o più delle scale fondamentali in una diversa unità di misura o sottoposti ad altre semplici trasformazioni.

## Esempi

Nomogramma per le moltiplicazioni

L'esempio più banale di nomogramma è costituito da tre segmenti paralleli ed equidistanti che riportano delle scale lineari. La retta che congiunge i punti a e b sui due assi esterni individua la loro media aritmetica {\displaystyle (a+b)/2} sull'asse centrale. Se alle scale lineari si sostituisce la stessa scala logaritmica su tutti i segmenti, la stessa operazione fornisce la media geometrica {\displaystyle {\sqrt {a\cdot b}}}, in quanto {\displaystyle \log({\sqrt {a\cdot b}})} è la media aritmetica tra {\displaystyle \log(a)} e {\displaystyle \log(b)} per le note proprietà dei logaritmi. Se ora si sostituisce la scala logaritmica dell'asse centrale con una scala a densità doppia, si ottiene il nomogramma rappresentato qui a fianco che calcola direttamente il prodotto {\displaystyle a\cdot b}. Questo semplice esempio mostra come, variando di poco la struttura del nomogramma, si possono ottenere una grande varietà di strumenti di calcolo, solo molto parzialmente rappresentati dagli esempi seguenti.

### Nomogramma per resistenze in parallelo e lenti sottili

Nomogramma per resistenze in parallelo

Questo nomogramma serve per calcolare
{\displaystyle {\frac {1}{1/A+1/B}}}
Esso è interessante perché esegue un calcolo nonlineare utile nelle applicazioni utilizzando solo linee rette con scale lineari.
A e B vengono segnati sulle scale orizzontale e verticale. Il risultato va letto sulla scala diagonale. Siccome calcola una quantità proporzionale alla media armonica di A e B, questa formula ha molte applicazioni. Alcuni esempi sono il calcolo delle resistenze in parallelo in elettronica e l'equazione delle lenti sottili in ottica.
Nell'esempio a fianco, la riga rossa indica che due resistori da 56 e 42 ohm disposti in parallelo producono una resistenza di 24 ohm. Ma indica anche che un oggetto posto alla distanza di 56 cm da una lente la cui lunghezza focale è di 24 cm forma un'immagine reale alla distanza di 42 cm.

### Nomogramma per il test Chi-quadro

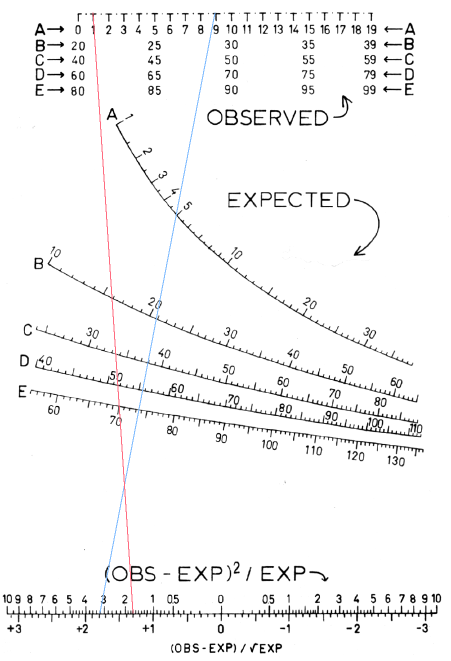
Nomogramma per la variabile casuale chi quadro

Il nomogramma qui a fianco può essere usato per stimare alcuni valori necessari per eseguire un comune test statistico, il test chi quadrato di Pearson. Questo nomogramma è un esempio di utilizzo di scale curvilinee con graduazioni non equispaziate.
L'espressione da valutare è
{\displaystyle {\frac {(osservato-atteso)^{2}}{atteso}}}
La riga blu mostra come si calcola
(9 − 5)2/ 5 = 3,2
La riga rossa mostra come si calcola
(81 − 70)2 / 70 = 1,7
Nell'eseguire il test, si applica spesso la correzione di Yates per assicurare la continuità
{\displaystyle \chi _{\mathrm {Yates} }^{2}=\sum _{i=1}^{N}{(|O_{i}-E_{i}|-0,5)^{2} \over E_{i}}}
ossia si sottrae 0,5 ai valori osservati. Si può facilmente costruire un nomogramma per eseguire il test con la correzione di Yates. Basta spostare la scala dei valori osservati di 0,5 verso sinistra. Così che le tacche relative ai valori 1.0, 2.0, 3.0, ... si trovino dove attualmente ci sono quelle dei valori 0.5, 1.5, 2.5, ... 
Altri esempi sono:
- Il nomogramma di Smith (cfr. immagine vicino al titolo), usato in elettronica e analisi dei sistemi
- I diagrammi termodinamici e i tefigrammi, usati per studiare la struttura verticale dell'atmosfera e per eseguire calcoli sulla sua stabilità e contenuto di umidità.
- Il nomogramma di Loazzolo, usato per calcolare i sovrametalli per la fonderia in terra.